# 特達市
24°44′46.02″N 67°55′27.61″E / 24.7461167°N 67.9243361°E
特達市，是特达县的縣治所在，也是一座歷史名城。轄內的Makli Hill在1981年被列為世界遗产。